# 熊野 (能)

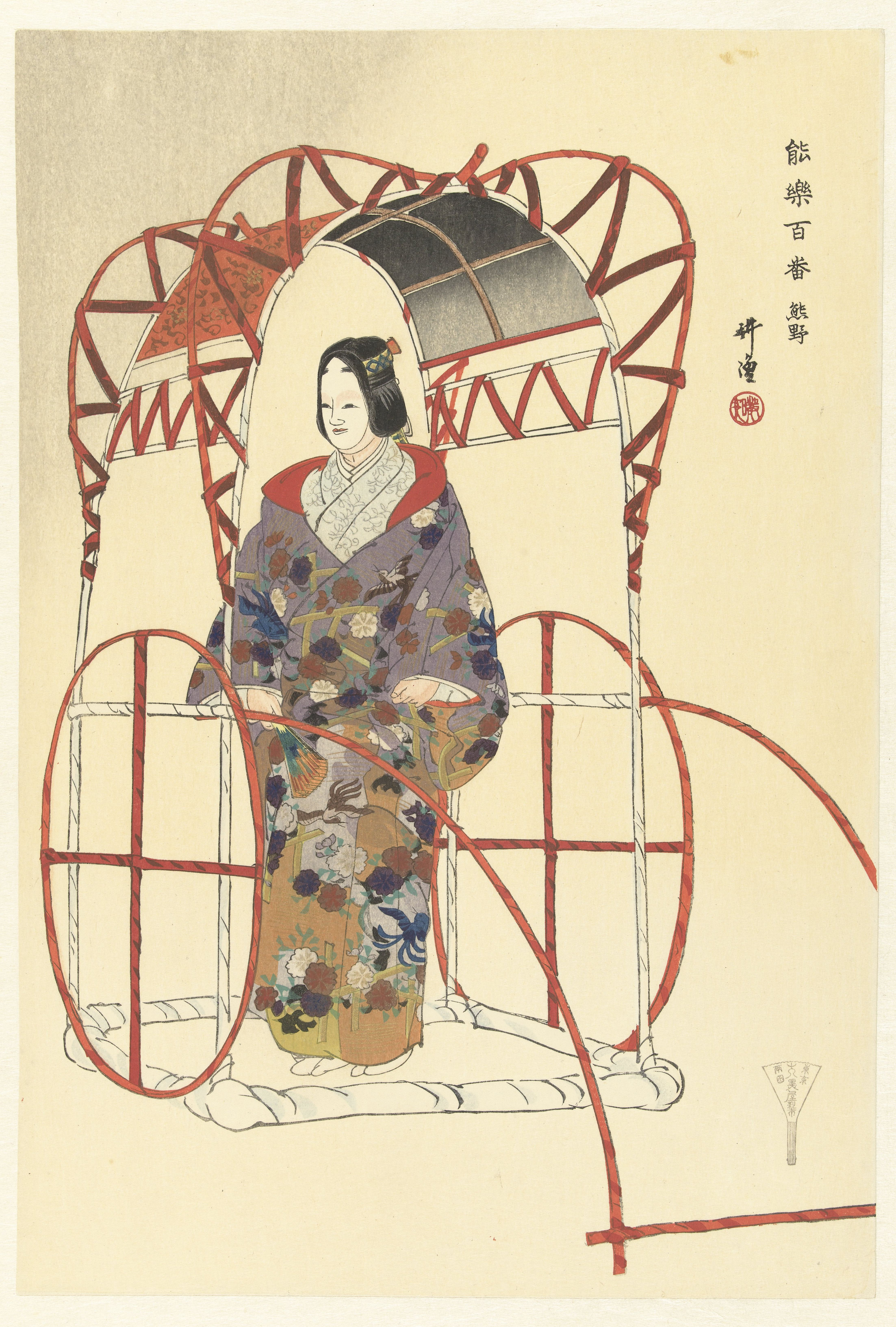
月岡耕漁「能楽百番」より

『熊野』（ゆや）は、能を代表する曲の一つである。作者は、世阿弥。禅竹の著書『歌舞髄脳記』に『遊屋』の記述がある。喜多流では『湯谷』。『平家物語』の巻十「海道下」（かいどうくだり）の場面から発展させたと考えられる。
作中で「自分と同じ名前だ」として熊野権現、今熊野（いまぐまの）を挙げている。つまりは喜多流以外では主人公の名は「くまの」だと思われるが、本項では「ゆや」と音読みする。
ドラマチックな展開を可能とする素材を扱いながら、対立的な描写を行わず、春の風景の中、主人公の心の動きをゆるやかな過程で追う。いかにも能らしい能として、古来「熊野松風に米の飯」（『熊野』と『松風』は、米飯と同じく何度観ても飽きず、王道である、の意）と賞賛されてきた。

## 内容
時は平家の全盛期、ワキ（平宗盛）の威勢の良い名乗りで幕を開ける。宗盛には愛妾熊野（シテ）がいるが、その母の病が重くなったとの手紙が届いた。弱気な母の手紙を読み、熊野は故郷の遠江国に顔を出したいと宗盛に願う。だが、宗盛はせめてこの桜は熊野と共に見たい、またそれで熊野を元気づけようと考える（「この春ばかりの花見の友と思ひ留め置きて候」）。
熊野の心は母を思い鬱々としながらも、道行きに見る春の京の姿にも目を喜ばせる。やがて牛車は清水寺に着いた。花見の宴会が始まり、一方熊野は観音堂で祈りを捧げる。やがて熊野は呼び出され、自分の女主人としての役割を思い出す。宗盛に勧められ花見の一座を喜ばせようと、心ならずも熊野は桜の頃の清水を讃えながら舞（中ノ舞）を舞うが、折悪しく村雨が花を散らす。それを見た熊野は、
いかにせん都の春も惜しけれど、馴れし東の花や散るらん
の歌を詠む。宗盛が前半を読み上げ、、熊野が後半を読み上げる。。宗盛もこれには感じ入り、その場で暇を許す。熊野は観世音の功徳と感謝し、宗盛の気が変わらない内にとすぐさま故郷を目指し出立する。「東路さして行く道の。やがて休ろう逢坂の。関の戸ざしも心して。明けゆく跡の山見えて。花を見捨つるかりがねの。それは越路われはまた。あずまに帰る名残かな。あずまに帰る名残かな。」（トメ拍子）。

## ゆかりの地

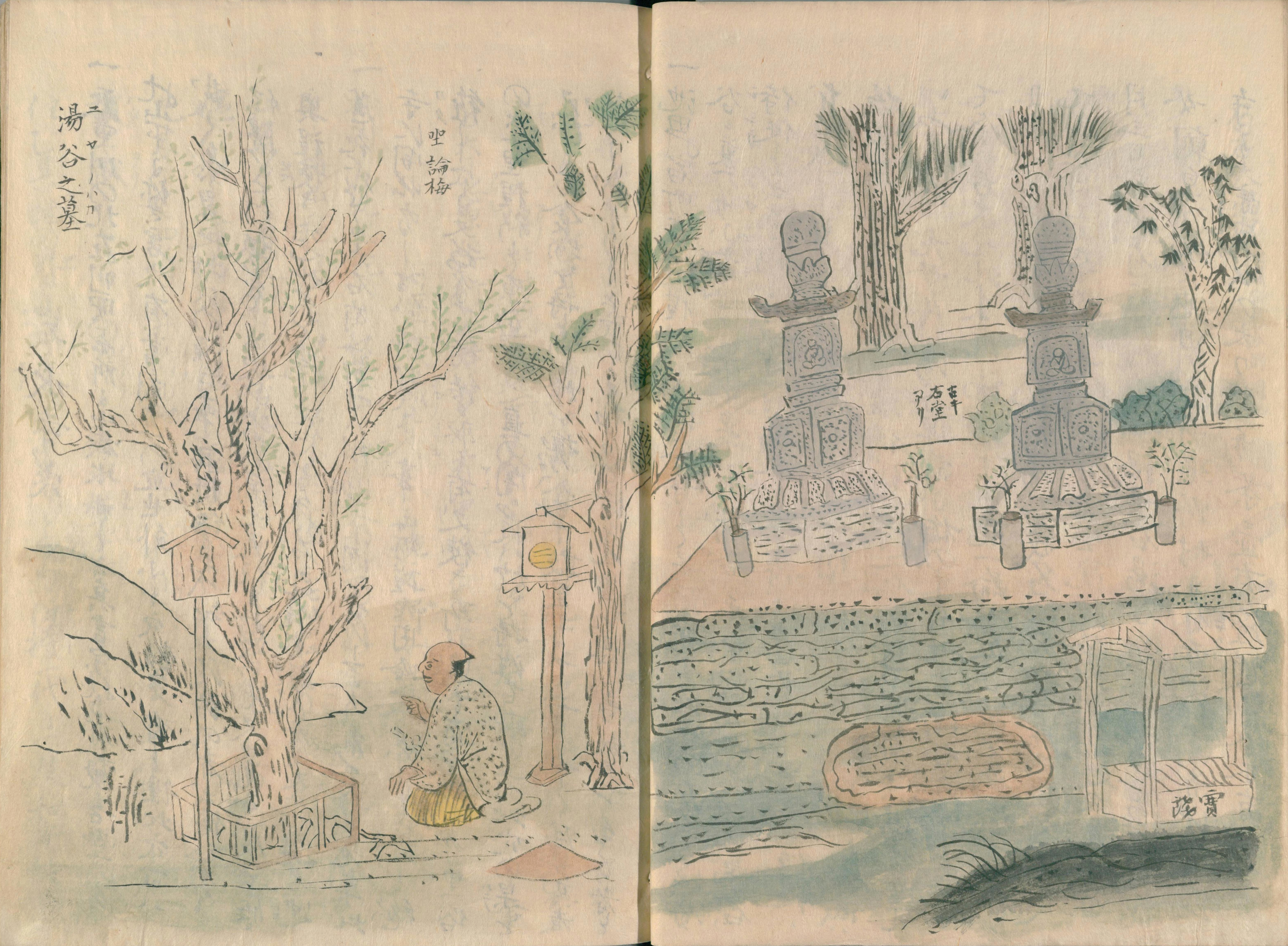
江戸時代に描かれた熊野の墓（「湯谷之墓」藤長庚編集『遠江古蹟圖會』1803年。国立国会図書館蔵）

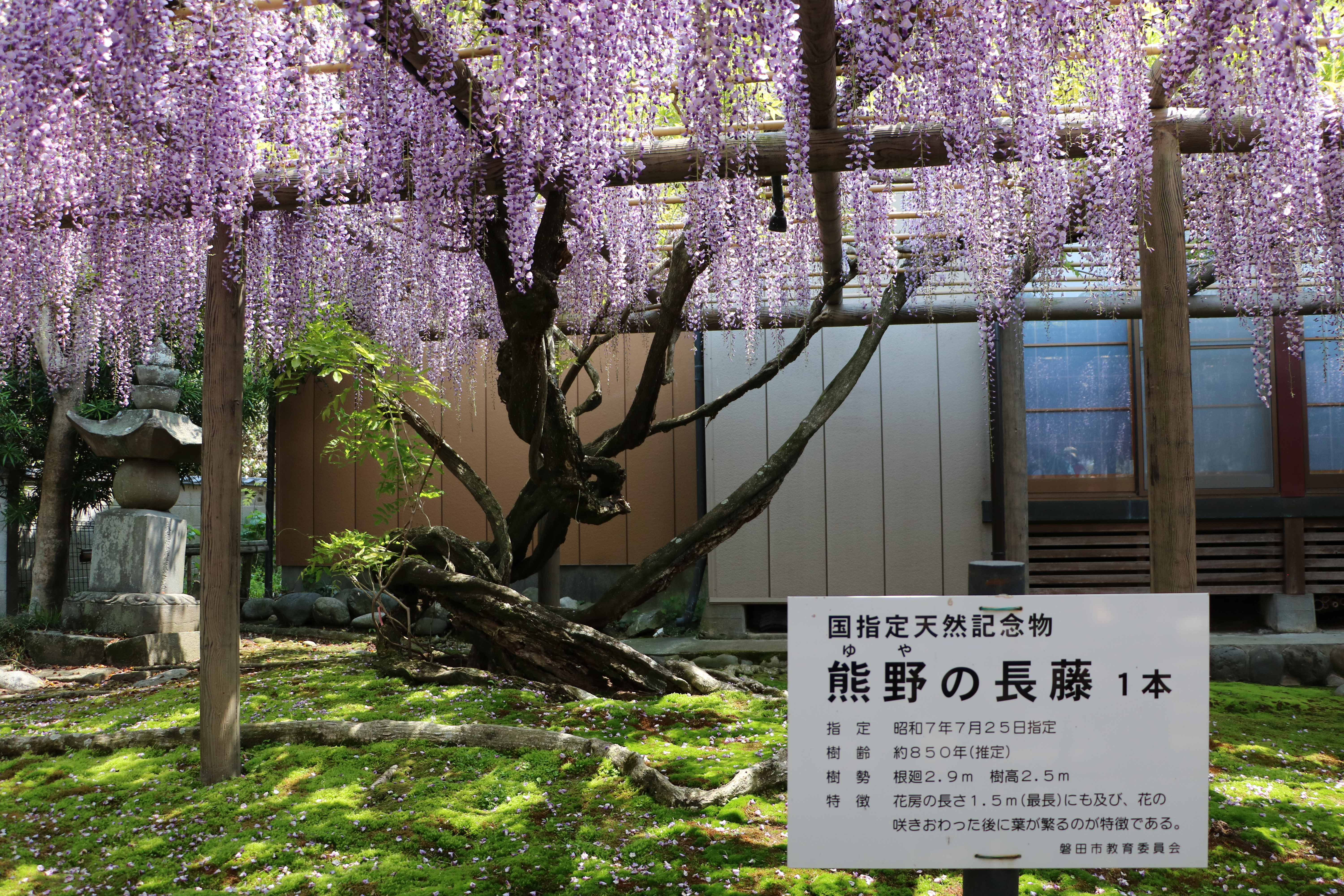
熊野の長フジ。国指定天然記念物の株。2022年4月20日撮影。

- 熊野の墓

静岡県磐田市池田の行興寺にある（北緯34°44'14", 東経137°48'54"）。
熊野御前の命日とされる5月3日に合わせ、毎年4月下旬から5月上旬にかけて、熊野の長藤まつりが行われる。境内には熊野が植えたとの言い伝えがある熊野の長フジがあり、国の天然記念物に指定されている。

## 音声資料
- CD 能楽「熊野」コロムビアミュージックエンタテインメント 演能形式でほとんど全曲を収録。

## 関連作品
- 平家物語の巻十、海道下(かいどうくだり)の場面から発展させたと思われる。
- 山田検校作の山田流箏曲『熊野』の他、長唄、河東節、一中節の素材にも用いられた。
- 三島由紀夫の『近代能楽集』で取り上げられた。
- 村上龍の『五分後の世界』に同名の能の「短冊の段」が登場する。